# Georg von Stockau
Georg Adolf Stockau, seit 1812 Georg Adolf von Stockau, seit 6. September 1815 Graf Georg Adolf von Stockau (* 6. Mai 1806 in Dresden; † 12. April 1865 in Napajedl) war ein österreichischer Politiker und Gutsbesitzer.

## Leben

### Familie
Georg von Stockau war der Sohn einer Liaison von Maximilian Emanuel Graf von Lerchenfeld (1772–1809) mit der verheirateten Therese Mathilde Amalia Herzogin zu Mecklenburg.

Er wurde zeitweise von seiner Mutter erzogen und 1817 in einer Militärakademie in Wien untergebracht.
Er trat jung in die kaiserliche Armee ein und wurde bis zum Major befördert; wann er aus der Armee ausschied, ist nicht bekannt, allerdings erscheint er bereits 1843 nicht mehr im Schematismus. 1848 trat er erneut in die Armee ein und tat freiwillig seinen Adjutantendienst beim Feldmarschallleutnant Joseph Jelačić von Bužim und nahm im darauffolgenden Jahr als Galopin (Melder) während der Italienischen Unabhängigkeitskriege an dem Feldzug in Italien teil. Er war bei den Fürst Karl Liechtenstein-Uhlanen Nr. 9 und nahm am 10. Juni 1849 an den Kämpfen in Vicenza teil und stellte sich als Ordonnanzoffizier freiwillig zu Fuß an die Spitze der Stürmenden.
Georg von Stockau heiratete 1830 Gräfin Franziska (* 24. Juli 1801 in Wien; † 14. Mai 1870 in Napajedl). Gemeinsam hatten sie drei Söhne und zwei Töchter. Durch die Hochzeit erhielt er das Gut Napajedl.

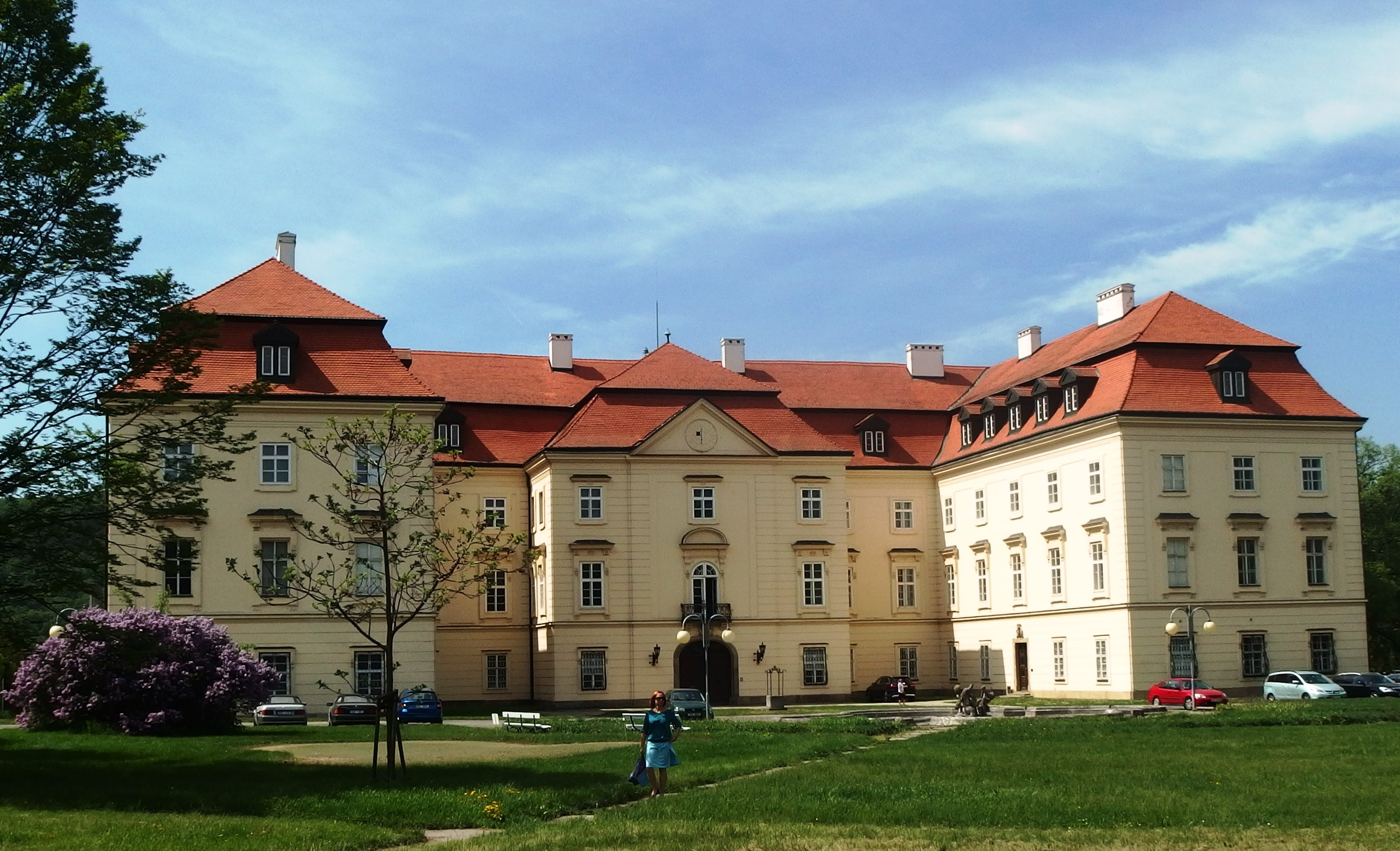
Schloss Napajedl

Nach Beendigung des Krieges kehrte er wieder auf seine Domäne in das Schloss Napajedl zurück und lebte abwechselnd dort und in Wien, wo er als Kurator des Stiftungsvermögens der Theresianischen Ritter-Akademie tätig war.
1860 wurde er, mit kaiserlichem Patent vom 5. März, als Verstärkung des Reichsrates für Mähren, gemeinsam mit dem Fabrikbesitzer Philipp Wilhelm von Schoeller als außerordentlicher Reichsrat berufen. Er setzte sich für einen Ausgleich zwischen den Anhängern des föderalistischen Majoritäts- und des zentralistischen Minoritätsvotums ein, mit einem schließlich auch angenommenen Antrag, der eine allzu exklusive Ableitung der Landtage aus altständischen Vorbildern vermied.

## Ehrungen und Auszeichnungen
- 1812 wurde Georg Adolf Stockau in den Freiherrnstand erhoben.[8]
- Am 6. September 1815 wurde er zum Grafen erhoben.[9]
- Orden der Eisernen Krone 2. Klasse.
- Kommandeurkreuz des Leopold-Ordens.